# Erschütterungsfestigkeit
Erschütterungsfestigkeit bezeichnet die Haltbarkeit eines technischen Geräts oder eines anderen Erzeugnisses bei Vibration oder bei extrem hoher kurzfristiger Beschleunigung oder Abbremsung etwa in Form eines Stoßes. 

## Erschütterungsfestigkeit und Schockfestigkeit
Erschütterungsfestigkeit deckt sowohl einen einmaligen Stoß als auch Vibration als Erschütterung ab. Manchmal wird jedoch der Stoß separat mit dem Begriff „Schockfestigkeit“ bezeichnet. So kann für Erschütterungsfestigkeit im Sinne eines Stoßes oder unter dem Begriff Schockfestigkeit die Maßeinheit g-Kraft pro Zeit z. B. 20g/20ms angegeben werden. Bei Angabe der Erschütterungsfestigkeit im Bezug auf Vibration muss neben der g-Kraft und Zeit noch die Frequenz, z. B. in Hz, angegeben werden.  So ergibt sich beispielsweise für einen Fehlerstrom-Schutzschalter ein Wert für die Erschütterungsfestigkeit von > 5 g (f ≤ 80 Hz, Dauer > 30 min.).

## Verwendung
Erschütterungsfestigkeit wird unter anderem als Qualitätseigenschaft von Festplatten oder Autoradios verwendet. Viele Messinstrumente haben einen Erschütterungsfestigkeitswert.